# Colias meadii
Espèce
Colias meadi est une espèce de lépidoptères (papillons) de la sous-famille des Coliadinae (famille des Pieridae).

## Dénomination
L'espèce Colias meadi a été décrite en 1871 par William Henry Edwards.
Synonyme : Eurymus meadii ; Dyar, 1903.

### Noms vernaculaires
Colias meadii se nomme Mead's Sulphur  en anglais.

### Sous-espèces
- Colias meadii meadii dans le Colorado, l'Utah, le Montana, le Wyoming et le Nouveau-Mexique.
- Colias meadii elis (Strecker, 1885) ; en Alberta et Colombie-Britannique.
- Colias meadii lemhiensis (Curtis et Ferris, 1985) ; dans l'Idaho et le Montana[1].

## Description
Colias meadii est un papillon de taille moyenne (son envergure varie de 35 à 51 mm), d'une couleur orange à large bordure noire avec une très petite tache discoïdale au centre de l'aile antérieure et une tache ovale orange pâle au bord costal de l'aile postérieure. Le revers est de couleur jaune avec une partie basale très verdie.
Les femelles présentent des taches jaunes dans la large bordure foncée.

### Chenille
La chenille est d'une couleur vert jaunâtre, ornée de petits points noirs et d'une ligne latérale jaune pâle.

## Biologie

### Période de vol et hivernation
Colias meadii vole sur une courte période en plein été, en juillet août, en une seule génération.
La chenille hiberne au troisième stade, selon certaines sources (ou dans des lieux plus froids) elle hibernerait deux fois car deux années seraient nécessaire pour accomplir son cycle,.

### Plantes hôtes
Les plantes hôtes de sa chenille Tripholium dasyphyllum, Tripholium nanum, Tripholium parryi, Astragalus alpinus, Astragalus miser, Oxytropis deflexa, Vicia americana,.

## Écologie et distribution
Colias meadii est présent dans le nord-ouest de l'Amérique du Nord, au Canada dans l'Alberta et la Colombie-Britannique et aux États-Unis dans les Montagnes Rocheuses le Montana, l'Idaho, le Wyoming, l'Utah, le Colorado et le Nouveau-Mexique.

### Biotope
Colias meadii réside dans les prairies alpines des montagnes et dans la toundra.

### Protection
Pas de statut de protection particulier.